# Підривники
«Підривники» (рос. «Взрывники») — радянський художній телефільм 1970 року, знятий на кіностудії «Ленфільм».

## Сюжет
Нелегко починається трудовий шлях молодого інженера, випускника гірничого інституту — Сергія Омарова. Але за допомогою своїх друзів-робітників, він не тільки стає грамотним майстром, але й виростає до поста керівника «Взривпрома».

## У ролях
- Герман Колушкин — Сергій Омаров
- Микола Єременко — Дмитро Борисович Бутров
- Іслам Казієв — Гасан Батиров
- Борис Аракелов — Юрка Цупак
- Олександр Ліпов — Саша Снегирь, шофер
- Микола Волченков — дядько Федя, Баркалов
- Ольга Гобзєва — Марина, мистецтвознавець, що працює кухарем в геологічній експедиції
- Тетяна Іванова — Зойка
- Олександр Афанасьєв — Микола Іванович, дядько Сергія, головний бухгалтер
- Майя Блінова — суддя
- Микола Гаврилов — робітник
- Віра Кузнецова — мати Сергія
- Світлана Мазовецька — Клавдія Степанівна, провідниця, сусідка
- Любов Малиновська — мати Васі Козіна
- Павло Первушин — робітник
- Аркадій Пишняк — робітник
- Олександр Суснін — водій
- Олексій Кожевников — бухгалтер
- Олег Хроменков — заступник Бутрова
- Микола Федорцов — Вася Козін, майстер
- Микола Смирнов — Приходько
- Володимир Карпенко — робітник

## Знімальна група
- Режисер — Юрій Соловйов
- Сценарист — Володимир Фараджев
- Оператор — Анатолій Бахрушин
- Композитор — Мурад Кажлаєв
- Художник — Борис Бурмістров